# Стекло (озеро, Московская область)
Стекло — озеро в Волоколамском городском округе Московской области России.
Расположено в 7 км южнее платформы Матрёнино Рижского направления Московской железной дороги, между деревнями Шитьково и Новопавловское. Старое название озера — Казанцево, которое оно получило, вероятно, по названию села Казаново (ныне — урочище с развалинами церкви Рождества Пресвятой Богородицы).
Относится к типу моренных озёр, характеризующихся небольшим размером и достаточной глубиной. Неправильной формы, площадь — 0,14 км², по другим данным — 0,11 км², глубина — до 7 метров, ширина — 0,7 км. Лежит в центральной части обширной заболоченной, окружённой моренными холмами котловины размером 2×2 км и представляет собой остаток крупного водоёма, некогда занимавшего всю его площадь. Равно как и озеро Нерское, является типичным примером постепенно умирающего озера. На севере соединено с верховьями реки Ламы, протекающей в 2 км от озера.
Берега лесистые и очень топкие. Лес вокруг озера богат голубикой, брусникой и черникой, встречается болотная сосна. В засушливое лето, с понижением уровня воды в озере, на его поверхности обнажаются торчащие остатки рельсов бывшей узкоколейной железной дороги. По ней до станции Матрёнино перевозился добываемый на озере, вплоть до 1948 года, брикетный торф для тепловых электростанций Москвы.